# Pianoforte digitale
Il pianoforte digitale è uno strumento a tastiera integralmente elettronico mirato a riprodurre le sonorità e il tocco del pianoforte acustico. Non avendo bisogno di accordatura, spesso viene anche scelto per la collocazione in località isolate come le seconde case. L'uscita MIDI offre la possibilità di connessione ad altri strumenti elettronici e a personal computer.

## Caratteristiche
Il pianoforte digitale ha un grandissimo vantaggio che è quello di riuscire a riprodurre il suono fedele a quello del pianoforte acustico e ha anche i tasti pesati che sono come quelli di un pianoforte vero.
Nella maggior parte dei casi, la memoria interna (wavetable) dei pianoforti digitali contiene pochi campioni per ciascuna nota, corrispondenti a quattro diversi livelli della dinamica (ad es. pianissimo, piano, mezzo forte, forte).
Da questi quattro campioni si ottengono, attraverso un processo di interpolazione che modifica l'inviluppo della forma d'onda, i 128 diversi livelli di dinamica previsti dal sistema MIDI. Naturalmente, ad un numero maggiore di campioni per ciascuna nota corrisponde una maggiore fedeltà del suono.
Lo sforzo dei produttori si concentra quindi nell'aumento della capacità della memoria interna (per avere campioni di qualità più alta) e nell'aumento del numero delle voci di polifonia. Un numero più alto di voci di polifonia rende infatti possibile un uso naturale del pedale destro, che prevede la risonanza di tutte le corde; inoltre un valore elevato di polifonia permette l'adozione di campioni stereofonici (ogni singolo campione richiede due voci di polifonia) e una resa acustica molto più realistica.
Oltre a uscite MIDI presenti in questo strumento si hanno anche un'uscita per Memory Card, un'uscita Jack per le cuffie, un'uscita doppia per i cavi collegabili ad amplificatori ed infine un'eventuale uscita, presente solo in alcuni modelli, per collegare un pedale che amplifica il suono e lo rende continuo; così viene a crearsi la stessa amplificazione del pianoforte.

### La tastiera
Il pianoforte digitale è dotato di una tastiera pesata il cui funzionamento imita quello della meccanica di un pianoforte acustico tradizionale. I modelli più economici utilizzano tasti di plastica e un sistema di molle che cerca di approssimare la risposta dinamica di un tasto a martelletti, con esiti non sempre all'altezza. I modelli più perfezionati hanno tasti in legno e una meccanica a martelletti in miniatura, ma mentre nel pianoforte acustico i martelli servono a percuotere le corde e quindi a produrre il suono, nel pianoforte digitale i martelli servono solo a simulare il peso e l'inerzia naturale del tasto. Ne consegue che, mentre nel pianoforte acustico i martelli (di legno ricoperto di feltro) sono montati immediatamente al di sotto della cordiera, nel pianoforte digitale ogni martello (realizzato in metallo) è contenuto nella cavità corrispondente a ciascun tasto.
Sebbene i modelli più avanzati ottengano risultati di tutto rispetto, la maggior parte dei pianisti considera la sensazione data da una tastiera tradizionale (specialmente se di pianoforti a coda, ma anche di buoni pianoforti verticali) di gran lunga più soddisfacente.
Inoltre negli strumenti più sofisticati è stato recentemente introdotto l'utilizzo dell'avorio sintetico che ricoprendo il tasto dona una particolare porosità.
In ogni caso, soprattutto nei nuovi pianoforti, si ottengono dei risultati molto soddisfacenti.

### Sistema di amplificazione
Il vero "tallone d'Achille" di un'emulazione digitale di un pianoforte acustico è proprio nella fase finale di generazione del suono, nel sistema di amplificazione e diffusione.
Un pianoforte tradizionale (verticale o a coda) ha delle proprie peculiarità nella produzione e diffusione del suono che rendono lo strumento reale davvero molto difficile da riprodurre in maniera fedele. Basti pensare che il rumore della percussione del martello avviene in un punto sulla corda, il rumore dei leveraggi del tasto avviene in un altro punto sulla tastiera, il suono della corda avviene facendo risuonare arpa e mobile, ecc. ... Questi fenomeni creano una "spazialità" nel suono che è praticamente impossibile da ricreare con una coppia di diffusori stereo. Molti produttori (specialmente nei modelli di punta a coda) ricorrono a complessi sistemi di multiamplificazione e linee di ritardo e spostamento di fase che consentano di ricreare nel punto di ascolto privilegiato (quello del pianista) una buona verosimiglianza con il piano acustico.
Va comunque rilevato che l'amplificazione è condizionante solo nel momento in cui l'esecuzione avviene dal vivo. Per esecuzioni destinate alla registrazione le considerazioni che vanno fatte sono quasi opposte, tanto che in moltissime produzioni di basso e medio livello si tende a preferire la registrazione di un pianoforte digitale alla (complessa e costosa) ripresa di un vero pianoforte acustico (che deve essere di buona qualità, perfettamente accordato, suonato senza possibilità di editing MIDI successivamente, ecc.).
La presenza di un sistema integrato di amplificazione del suono permette ai produttori l'inserimento (sui modelli di fascia medio-alta) di ingressi microfonici, attraverso i quali è possibile amplificare la voce di un eventuale solista o il segnale di una chitarra acustica; il segnale mixato può essere catturato dall'uscita linea del pianoforte digitale e inciso attraverso un comune apparecchio di registrazione.
È anche per questo che i pianoforti digitali a generatori elementari o a campioni (precedenti quindi alla tecnologia a modelli fisici) sono dotati di unità effetti in grado di processare il segnale interno e il segnale ausiliario attraverso una serie di algoritmi matematici che riproducono gli effetti di riverbero, eco, flanger, chorus etc.
Recentemente si stanno facendo passi da gigante, puntando molto sull'amplificazione. Per esempio molte case hanno prodotto pianoforti digitali dotati della coda: qui viene generato il suono, analogamente a quanto succede nei piani acustici, migliorandone la resa.

### Physical modeling (modelli fisici)
Come detto più sopra, la generazione a modelli fisici analizza il suono originale nella sua complessità e non nelle sole componenti elementari, permettendo di ottenere una riproduzione (è più corretto parlare di una ri-generazione) del suono con le modalità del progetto. In altre parole, laddove per un pianoforte campionato si può scegliere se includere il riverbero del locale nel quale i campioni sono stati registrati, oppure arricchire il suono con un modulo separato di riverbero digitale, un pianoforte a modelli fisici disporrà già della struttura sonora delle corde percosse, della vibrazione di altre componenti dello strumento, dei riflessi acustici della cassa del piano e così via e non necessiterà quindi di post-trattamento del segnale.
Avendo poi a disposizione detti modelli, il pianoforte a modelli fisici potrà consentire un certo margine di modifica del suono prodotto, in cui il musicista potrà impartire ad esempio una arbitraria profondità della cassa, uno smorzamento dato da un particolare tipo di trattamento del legno e altri dettagli, estremamente complessi quando non impossibili da realizzare, se simulati in modo tradizionale.